# Lourival Baptista
Lourival Baptista (Entre Rios, 3 de outubro de 1915 — Brasília, 8 de março de 2013) foi um médico e político brasileiro com base em Sergipe.

## Biografia
Filho de Francisco da Costa Baptista e Angelina Gomes Baptista.
Iniciou seus estudos em Alagoinhas. No ano de 1943, já formado em medicina pela Universidade Federal da Bahia, Lourival chegou a Sergipe, constituindo família e adotando Sergipe como seu lar. Estabeleceu-se em São Cristóvão, onde exerceu sua profissão de médico. Pela sua vocação política, no ano de 1947 foi eleito Deputado Estadual e, em seguida, Prefeito de São Cristóvão.
Foi deputado estadual (1947-1951), prefeito de São Cristóvão (1951-1954), deputado federal (1959-1967), governador de Sergipe (31 de janeiro de 1967 a 14 de maio de 1971) e senador (1971-1995).
Conhecido por ser um político de invulgares sagacidade e inteligência, no ano de 1959 já logrou a Câmara dos Deputados, com votação consagradora, e em 1966 assumiu o Governo do Estado de Sergipe.
Conspícuo administrador do erário público, manteve-se com inflexível coerência, fiel a seu propósito de promover o desenvolvimento do Estado, nomeando um secretariado de alta qualificação técnica, que viabilizou a realização de marcantes obras para Sergipe, como a construção do Estádio Lourival Baptista, o Edifício Estado de Sergipe (sede do Banco do Estado de Sergipe - Banese), além de importantes serviços nos setores educacional e rodoviário.
No seu Governo, que foi caracterizado pela ênfase no trabalho e no progresso, sendo a ele atribuído o título de "O Realizador", implantou o primeiro Distrito Industrial de Sergipe e iniciou a reforma agrária, com desapropriações rigorosamente pagas pelo Poder Público, ou utilizando terras do Estado.
Em sua homenagem, levam o seu nome de batismo: o estádio estadual de Aracaju, o Batistão (inaugurado em 9 de julho de 1969); um colégio estadual, no município de Porto da Folha; uma rodovia estadual, localizada em Lagarto; um teatro, localizado no bairro Siqueira Campos, e um Conjunto, localizado no bairro América, ambos em Aracaju. E após a sua morte, um Centro de Memória, situado no bairro 13 de julho, na capital.
Foi nomeado secretário da Educação e Cultura de Sergipe no governo de Augusto do Prado Franco.
Casado em novembro de 1943 com Hildete Falcão Baptista (Feira de Santana, 21 de novembro de 1921—28 de outubro de 1992). Tiveram 4 filhos: Adnil Falcão Baptista, Francisco da Costa Baptista Neto, Lourival Baptista Filho e Angelina Falcão Baptista.

## Morte
Lourival Baptista morreu às 16h e 16min do dia 8 de março de 2013. Ele estava hospitalizado há alguns dias e teve falência múltipla de órgãos. Seu corpo foi cremado no cemitério Campo da Esperança, em Brasília. Em virtude do falecimento de Lourival Baptista, o governador Marcelo Déda decretou luto oficial de três dias no estado de Sergipe.